# Helena Stachová
Helena Stachová z domu Teigová (ur. 26 maja 1931 w Pradze) – czeska tłumaczka polskiej literatury.

## Życiorys
Jej matką była Helena Teigová, także tłumaczka, ojcem - profesor matematyki i fizyki Karel Teige. Jako tłumaczka, używała nazwisk: Helena Teigová ml., Lenka Teigová, Helena Teigová-Stachová i Lenka Stachová.
Ukończyła polonistykę na Uniwersytecie Karola w Pradze. Polską prozę zaczęła tłumaczyć już w czasie studiów. W związku z polskim „Procesem Taterników” sądzona w 1970 w czeskim procesie za współpracę z „Kulturą” paryską.
Przetłumaczyła m.in. książki Zofii Bystrzyckiej (Kontuzja), Witolda Gombrowicza (Bakakaj, Dziennik, Ferdydurke, Pornografia), Józefa Hena (Ja, Michał z Montaigne), Gustawa Herlinga-Grudzińskiego (Inny świat), Tadeusza Konwickiego (Kronika wypadków miłosnych), Jerzego Krzysztonia (Obłęd), Stanisława Lema (Opowieści o pilocie Pirxie, Dzienniki gwiazdowe 2), Antoniego Libery (Madame), Czesława Miłosza (Rodzinna Europa), Bolesława Prusa (Faraon; wspólnie z Heleną Teigovą), Janusza Przymanowskiego (Czterej pancerni i pies), Mariusza Szczygła (Gottland, Láska nebeská i Zrób sobie raj, w której występuje), Władysława Szpilmana (Pianista), Lucjana Wolanowskiego (Lądy i ludy) i wiele innych.
Odznaczona Krzyżem Komandorskim Orderu Zasługi Rzeczypospolitej Polskiej (1999). Otrzymała nagrody: Stowarzyszenia Autorów ZAiKS dla tłumaczy (1976), Polskiego PEN Clubu, „Kultury” paryskiej im. Konstantego Aleksandra Jeleńskiego, dwukrotnie nagrodę czeskiego Zrzeszenia Tłumaczy.
Mieszka w Pradze.